# Угандийский референдум по многопартийности (2005)
Угандийский референдум по многопартийности проходил 28 июля 2005 года. К моменту голосования политическим партиям в Уганде было запрещено участвовать в выборах в течение почти 20 лет, чтобы обуздать межрелигиозную напряжённость. Придя к власти в 1986 году, президент Йовери Мусевени учредил «беспартийную» систему правления «Движение». В 2000 году уже проводился референдум по многопартийности, но тогда предложение было отклонено более 90 % избирателей. На этот раз его одобрили более 90 % избирателей.

## Предвыборная обстановка
Парламент Уганды проголосовал за проведение референдума 4 мая 2005 года. Однако энтузиазм по поводу голосования был снижен, поскольку и правительство, и оппозиция поддержали возврат к многопартийной системе. Некоторые политические группировки, в том числе Форум за демократические перемены, бойкотировали опрос, заявив, что референдум узаконит 19 лет правления однопартийного государства. Президент Мусевени осудил сторонников бойкота за то, что они «не способствуют развитию Уганды». Другие наблюдатели утверждали, что 12,5 млн долларов, потраченных на референдум, можно было бы использовать для других целей в Уганде, одной из самых бедных стран мира.
Длинный вопрос, задаваемый избирателям в их бюллетенях, подвергался критике за то, что он сбивал с толку: «Согласны ли вы открыть политическое пространство, чтобы позволить тем, кто хочет присоединиться к различным организациям/партиям, бороться за политическую власть?». Символы дерева и дома сопровождали поля «да» и «нет» соответственно в бюллетенях.
Более 90 % избирателей поддержали возврат к многопартийной политике. Некоторые наблюдатели выразили удивление по поводу официальных данных о явке избирателей. Первоначальные оценки показали, что на голосование пришло менее 30 % из 8,5 млн избирателей Уганды. Избирательная комиссия, однако, обнародовала официальную цифру в 47 %, поскольку низкая явка могла показаться унизительной для Мусевени.

## Результаты
«Согласны ли вы открыть политическое пространство, чтобы позволить тем, кто хочет присоединиться к различным организациям/партиям, бороться за политическую власть?»

англ. Do you agree to open up the political space to allow those who wish to join different organisations/ parties to do so to compete for political power?
| Выбор                               | Голоса    | %     |
| ----------------------------------- | --------- | ----- |
| За                                  | 3 643 223 | 92,44 |
| Против                              | 297 865   | 7,56  |
| Недействительных/пустых бюллетеней  | 93 144    | -     |
| Всего                               | 4 034 232 | 100   |
| Зарегистрированных избирателей/Явка | 8 524 230 | 47,33 |
| Источник: IFES                      |           |       |